# توماس بار
توماس بار (بالإنجليزية: Thomas Barr)‏ هو منافس ألعاب قوى أيرلندي، ولد في 24 يوليو 1992 في وترفورد في جمهورية أيرلندا.

## وصلات خارجية
- توماس بار على موقع الاتحاد الدولي لألعاب القوى (الإنجليزية)
- توماس بار على موقع الدوري الماسي (الإنجليزية)
- توماس بار على موقع اللجنة الأولمبية الدولية (الإنجليزية)
- توماس بار على موقع أوليمبيديا (الإنجليزية)
- توماس بار على موقع اللجنة الأولمبية الأيرلندية (الإنجليزية)